# رابسون کونسیسیو
رابسون کونسیسیو (انگلیسی: Robson Conceição؛ زادهٔ ۲۵ اکتبر ۱۹۸۸) بوکسور اهل برزیل است.